# Tuas Crescent
- | Ilustracja                                    |                                |
| Państwo                                       | Singapur                       |
| Data otwarcia                                 | 18 czerwca 2017                |
| East West Line                                |                                |
| Poprzednia stacja                             | Gul Circle                     |
| Następna stacja                               | Tuas West Road                 |
| Położenie na mapie SingapuruTuas Crescent MRT |                                |
| 1°19′16″N 103°38′56″E/1,321111 103,648889     |                                |
| \| \| Multimedia w Wikimedia Commons \|       |                                |
|                                               | Multimedia w Wikimedia Commons |

Tuas Crescent – naziemna stacja Mass Rapid Transit (MRT) w Singapurze, która jest częścią East West Line. Została otwarta 18 czerwca 2017. Nazwa stacji nawiązuje do drogi znajdującej się w pobliżu.